# Grégoire Saucy
Grégoire Saucy, né le 26 décembre 1999 à Bassecourt, est un pilote automobile suisse. 

## Biographie

### Débuts en monoplace en VdeV Challenge Monoplace (2016)
Grégoire Saucy débute en monoplace en 2016, dans le championnat VdeV Challenge Monoplace, avec l'équipe luxembourgeoise RC Formula, puis GSK Grand Prix. Il termine quatrième du championnat avec trois deuxièmes places pour meilleurs résultats, toutes acquises sur les 3 courses du Circuit de Nevers Magny-Cours,. 

### Progression en Formule 4 (2017-2019)

#### Championnat d'Italie de Formule 4 (2017-2019)
Un an après ses débuts en monoplace, Saucy accède à la Formule 4, via le championnat d'Italie. Engagé pour six courses avec l'équipe suisse Jenzer Motorsport, le pilote suisse termine deux fois dans les points sur le Circuit du Mugello, mais n'est pas classé au championnat, étant considéré comme pilote invité et donc inéligible au classement pilote. 
Pour la saison 2018, Saucy poursuit sa collaboration avec Jenzer pour un programme complet dans le championnat. Il se classe onzième du championnat avec 61 points, deux pôles positions et un meilleur tour en course.
Il prend à nouveau part à neuf courses du championnat, en 2019, cette fois-ci avec l'équipe française R-ace GP, ce qui lui vaut d'être classé à la quinzième place du championnat avec 28 points, à égalité avec le pilote russe Ivan Berets.

#### Championnat d'Allemagne Formule 4 (2018-2019)
En parallèle à son programme en championnat d'Italie de Formule 4, Saucy prend part à 2 courses en ADAC Formula 4 2018, toujours avec Jenzer Motorsport. Classé onzième de sa première course, puis cinquième de sa seconde, il n'est cependant pas classé au championnat, du fait de son statut de pilote invité. Il poursuit dans le championnat en 2019 pour un programme complet avec R-ace GP.  Au cours de la saison, Saucy monte deux fois sur le podium et termine neuvième du championnat avec 95 points, 28 de moins que son coéquipier russe Mikhael Belov.

### Toyota Racing Series (2020)
Durant l'inter-saison européenne 2020, Grégoire Saucy prend part au championnat Toyota Racing Series, disputé en Nouvelle-Zélande, avec l'équipe Giles Motorsport. Avec 2 podiums et 220 points inscrits, il termine sixième du championnat. 

### Formule Renault Eurocup (2017-2020)

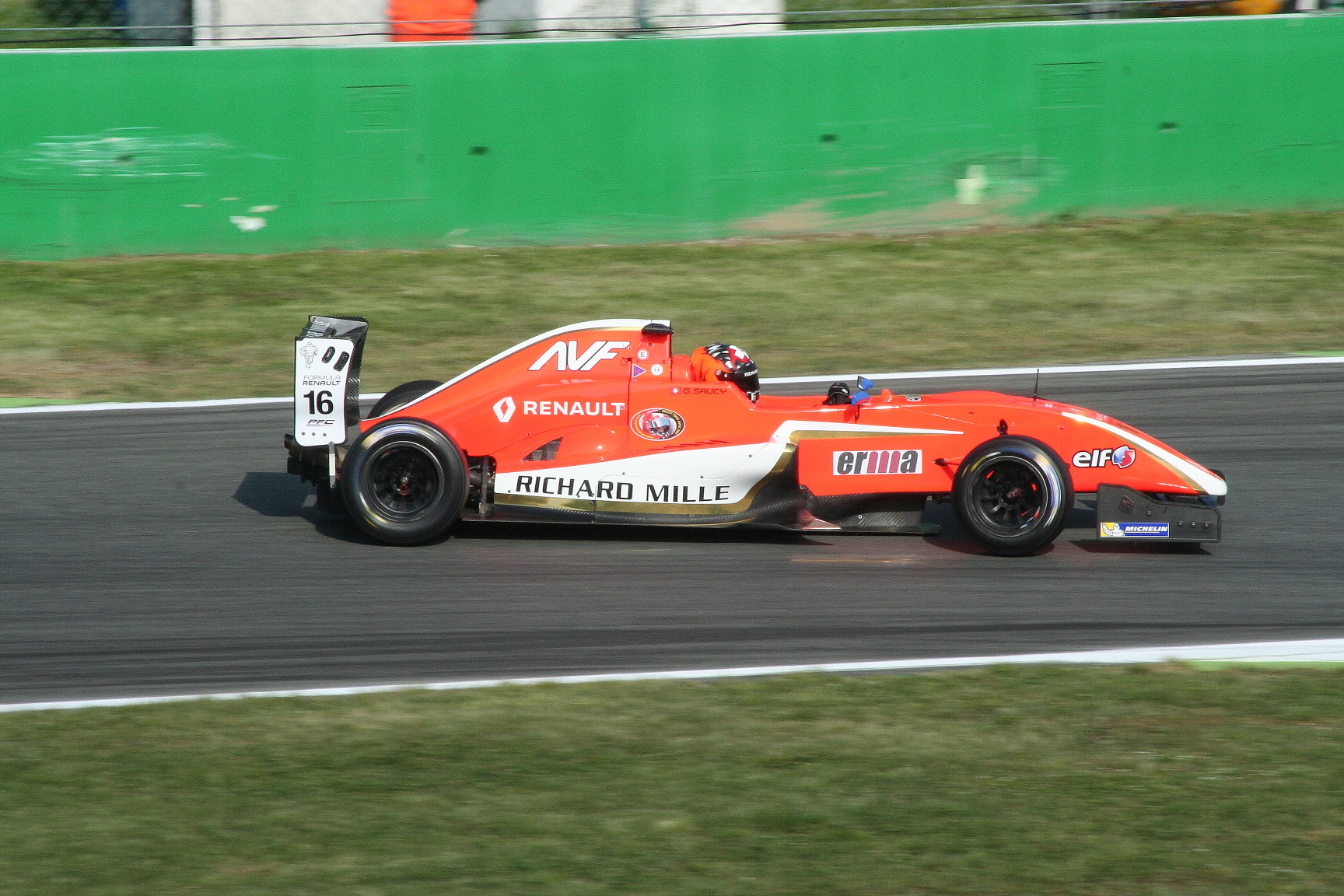
Grégoire Saucy en Formule Renault 2.0 en 2017 à Monza.

Saucy fait une première apparition en Formula Renault Eurocup lors de la saison 2017, en disputant 5 courses pour AVF by Adrian Vallés. A cette occasion, il reçoit le soutien de la marque horlogère de luxe Richard Mille  Il ne marque cependant aucun point et ne se classe que vingt-sixième au championnat. Il revient dans le championnat en 2019 avec R-ace GP pour disputer les quatre dernières courses de la saison. Il termine cinquième de sa première course et douzième des trois autres qu'il a disputé. Du fait de son statut de pilote invité, il n'est pas éligible aux points et n'est pas classé au championnat. 
En 2020, Saucy rejoint ART Grand Prix, pour un programme complet dans le championnat, aux côtés de Paul Aron et Victor Martins. Avec 95.5 points et 2 podiums, il se classe septième du championnat, tandis que son équipier Victor Martins arrache le titre.

### Formule Régionale Europe (2021)

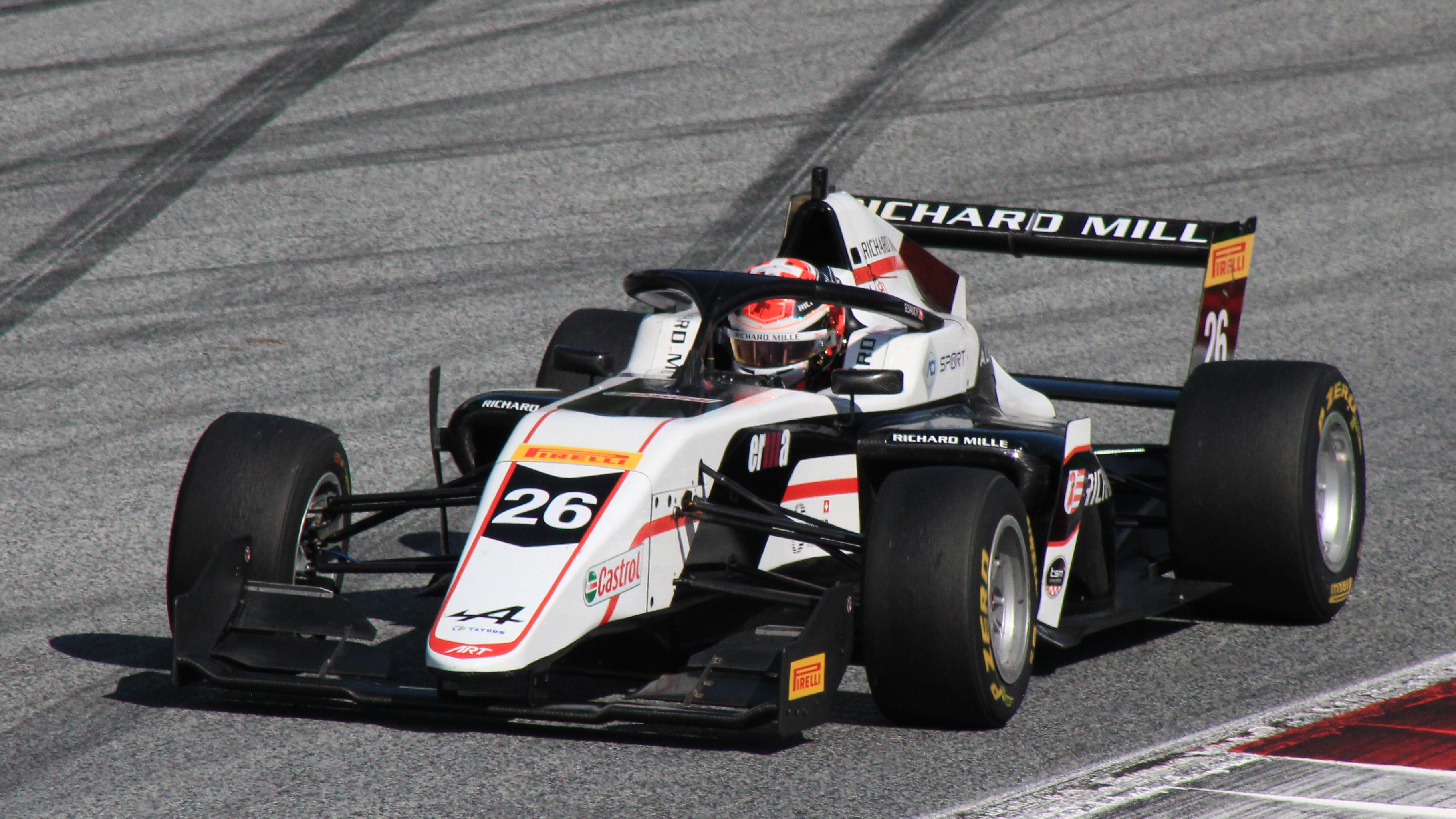
Grégoire Saucy en Formule Régionale en 2021 à Spielberg

Pour 2021, Saucy continue sa collaboration avec ART Grand Prix au sein du nouveau Championnat d'Europe de Formule Régionale (Formula Regional European Championship by Alpine), issu de la fusion de la Formula Renault Eurocup et du précédent Championnat d'Europe de Formule Régionale. 
À l'occasion du premier meeting de la saison disputé sur le circuit d'Imola, après avoir terminé cinquième de la première course du week-end, Saucy remporte sa première victoire dans le championnat lors de la seconde course du week-end, ce qui constitue également sa première victoire en sport automobile. Vainqueur de sept autres courses et disposant de plus de 70 points d'avance sur son plus proche poursuivant à l'entame du meeting du Mugello, il s'assure du titre en terminant cinquième de la première course du week-end disputé sur le tracé toscan.

### Formule 3 FIA (2022-2023)

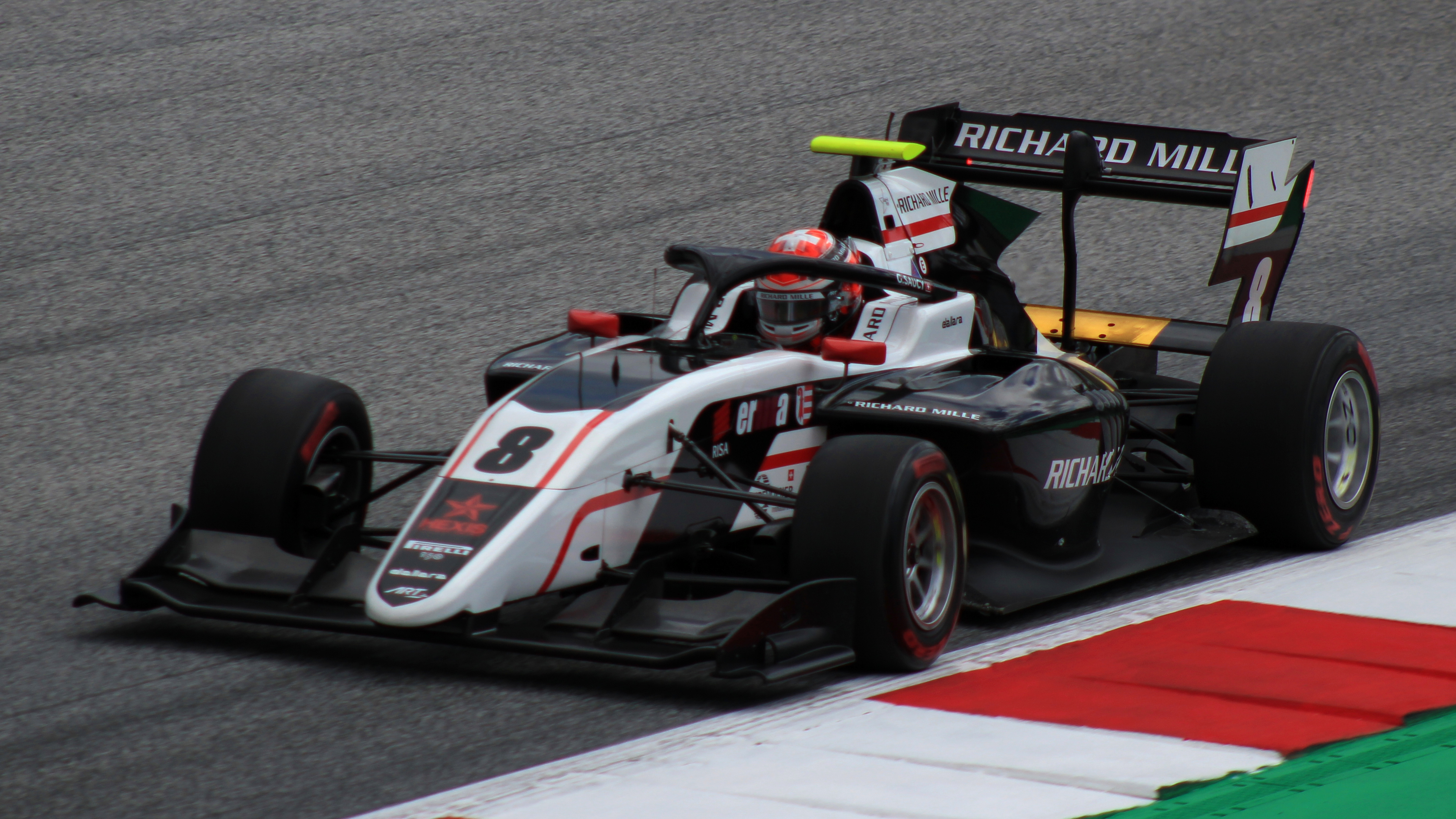
Grégoire Saucy en Formule 3 FIA en 2022 à Spielberg

Le 5 novembre 2021, ART Grand Prix annonce prolonger sa collaboration avec le pilote suisse, dans le cadre du championnat de Formule 3 FIA 2022. Il monte sur son premier podium lors de la deuxième course de la manche d'ouverture à Bahreïn. La suite de sa saison est cependant très difficile, avec seulement trois arrivées dans les points en seize courses. Il achève sa première saison dans le championnat à la quinzième place du classement général avec 30 points, derrière ses coéquipiers.   
En 2023, Saucy effectue une saison supplémentaire avec l'écurie française,. Il retrouve le podium à deux reprises et réalise sa première pole position dans la catégorie au Red Bull Ring,,,. Il manque cependant deux opportunités de victoires sur le circuit autrichien et à Monza, en étant victime de crevaisons alors qu'il lutte pour la victoire,. Il se classe quatorzième du championnat avec 54 points, devant ses coéquipiers.

### Endurance (2024-)
Pour 2024, Saucy s'engage dans un double programme en endurance. Le 23 novembre 2023, United Autosports annonce la titularisation du pilote suisse pour une campagne complète en championnat du monde d'endurance en catégorie LMGT3 sur une McLaren 720S GT3 Evo.
Le 1er décembre, TDS Racing l'officialise à son tour pour un programme en European Le Mans Series en catégorie LMP2, aux côtés de Mathias Beche et de Rodrigo Sales.

## Carrière

### Résultats en formules de promotion
| Saison | Championnat                          | Écurie               | Courses | Victoires | Pole positions | Meilleurs tours | Podiums | Points | Classement |
| ------ | ------------------------------------ | -------------------- | ------- | --------- | -------------- | --------------- | ------- | ------ | ---------- |
| 2016   | VdeV Challenge Monoplace             | RC Formula           | 3       | 0         | 0              | 0               | 0       | 661    | 4e         |
| 2016   | VdeV Challenge Monoplace             | GSK Grand Prix       | 18      | 0         | 2              | 1               | 3       | 661    | 4e         |
| 2017   | Championnat d'Italie de Formule 4    | Jenzer Motorsport    | 6       | 0         | 0              | 0               | 0       | 0      | 26e        |
| 2017   | Formula Renault Eurocup              | AVF by Adrián Vallés | 4       | 0         | 0              | 0               | 0       | 7†     | NC         |
| 2018   | Championnat d'Italie de Formule 4    | Jenzer Motorsport    | 18      | 0         | 2              | 1               | 0       | 63     | 11e        |
| 2018   | Championnat d'Italie de Formule 4    | R-ace GP             | 3       | 0         | 0              | 0               | 0       | 63     | 11e        |
| 2018   | Championnat d'Allemagne de Formule 4 | Jenzer Motorsport    | 2       | 0         | 0              | 0               | 0       | 0†     | NC         |
| 2019   | Championnat d'Allemagne de Formule 4 | R-ace GP             | 20      | 0         | 0              | 0               | 2       | 95     | 9e         |
| 2019   | Championnat d'Italie de Formule 4    | R-ace GP             | 9       | 0         | 0              | 0               | 0       | 28     | 15e        |
| 2019   | Formula Renault Eurocup              | R-ace GP             | 4       | 0         | 0              | 0               | 0       | 0†     | NC         |
| 2020   | Toyota Racing Series                 | Giles Motorsport     | 15      | 0         | 0              | 0               | 2       | 220    | 6e         |
| 2020   | Formula Renault Eurocup              | ART Grand Prix       | 20      | 0         | 0              | 0               | 2       | 95,5   | 7e         |
| 2021   | Formule Régionale Europe             | ART Grand Prix       | 20      | 8         | 8              | 2               | 10      | 277    | Champion   |
| 2022   | Formule 3 FIA                        | ART Grand Prix       | 18      | 0         | 0              | 0               | 1       | 30     | 15e        |
| 2023   | Formule 3 FIA                        | ART Grand Prix       | 18      | 0         | 1              | 2               | 2       | 54     | 14e        |

† Saucy étant un pilote invité, il était inéligible pour marquer des points.